# Verosvres
Verosvres là một xã thuộc tỉnh Saône-et-Loire trong vùng Bourgogne-Franche-Comté miền đông nước Pháp.